# Armenische Bagratiden
Die Bagratiden (armenisch Բագրատունյաց Արքայական Տոհմ, transliteriert Bagratownyac‘ Ark‘ayakan Tohm) waren eine armenische Herrscherdynastie. Sie gehört zu den am längsten regierenden königlichen Familien im Kaukasus, begann als Fürstenhaus und erlangte im 9. Jahrhundert in Armenien königlichen Status. Eine mögliche gemeinsame Herkunft mit den georgischen Bagratiden ist umstritten.

## Herkunft
Der Ursprung der Bagratiden ist umstritten. Die herrschende Meinung ist, dass beide Dynastien gemeinsame Wurzeln hatten, die nach Armenien führen und sich später nach Georgien verzweigten. Das armenische Königshaus starb im 12. Jahrhundert aus.

## Armenische Bagratiden

Das Reich der Bagratiden um das Jahr 1000

Es wird vermutet, dass die armenischen Bagratiden Abkömmlinge der Orontiden-Dynastie sind, die Satrapen der Achämeniden waren und von 4. bis 8. Jahrhundert als Könige über Armenien herrschten. Die armenischen Bagratiden herrschten zunächst in der Region Bagrewand im historischen Norden Zentralarmeniens. Sie behaupteten zunächst vom Sonnengott Angl-Thork, dem vorchristlichen Schutzgott der Orontiden, abzustammen. Später hieß es, sie stammten von dem mythischen Vorfahren der Armenier, Hayk, ab. Unter biblischem Einfluss behaupteten sie schließlich, von den Hebräern herzukommen. Der mittelalterliche Historiker Moses von Choren hat den Mythos weiterentwickelt. Nach seiner Darstellung stammten die Bagratiden vom biblischen David ab. Diese Legende wurde dann von den georgischen Bagratiden etwas modifiziert übernommen. Die moderne Geschichtswissenschaft bestätigt jedoch keine dieser Mythen.
Heutigen Historikern gilt Bagratades, ein Militärkommandeur unter Tigranes II., als erster bekannter Bagratide. Nach Auffassung des armenisch-georgischen Historikers und Genealogen Cyril Toumanoff tauchte der erste beurkundete Bagratide 314 v. Chr. als Feudalherr in Sper, im nordwestlichen Armenien (heute İspir in der Provinz Erzurum) auf, einer Region nahe dem iberischen Grenzland. Seine Nachkommen weiteten ihr Herrschaftsgebiet auf Kongvit und Tumoriq aus. Wie andere armenische Adelige besaßen sie kein zusammenhängendes Gebiet, sondern mehrere Landstreifen.
Im 6. Jahrhundert wurden die Bagratiden Marzban der Sassaniden in Armenien. Sie erlangten zunächst den (mittelrangigen) byzantinischen Titel eines patrikios, dann den hohen eines Kuropalates. Im 8. Jahrhundert wurden die Bagratiden zur führenden Kraft der armenischen Auseinandersetzung mit der arabischen Herrschaft. 885 erlangten sie die Königskrone. Die Herrschaft dauerte in Armenien bis 1045.